# Alfabet francuski
Alfabet francuski (fr. Alphabet du français) – alfabet dwuszeregowy oparty na alfabecie łacińskim, używany do zapisu języka francuskiego. Składa się z 26 podstawowych liter łacińskich, z których 7 może być opatrzonych znakami diakrytycznymi (mianowicie: akcenty ostre i  przeciągłe, cedylle, grawisy i dierezy) sumując 14 różnych znaków oraz występują 2 ligatury. Jednakże ligatury i litery opatrzone znakiem diakrytycznym nie są uważane za oddzielne litery, więc nie są brane pod uwagę w podstawowym porządku alfabetycznym. Wszystkie litery mogą występować w formie minuskuły, jak i majuskuły.

## Litery
| Litera | Nazwa     | Nazwa (IPA) | Znaki diakrytyczne i ligatury |
| ------ | --------- | ----------- | ----------------------------- |
| A      | a         | /ɑ/         | Àà, Ââ, Ææ                    |
| B      | bé        | /be/        |                               |
| C      | cé        | /se/        | Çç                            |
| D      | dé        | /de/        |                               |
| E      | e         | /ə/         | Éé, Èè, Êê, Ëë                |
| F      | effe      | /ɛf/        |                               |
| G      | gé        | /ʒe/        |                               |
| H      | ache      | /aʃ/        |                               |
| I      | i         | /i/         | Îî, Ïï                        |
| J      | ji        | /ʒi/        |                               |
| K      | ka        | /ka/        |                               |
| L      | elle      | /ɛl/        |                               |
| M      | emme      | /ɛm/        |                               |
| N      | enne      | /ɛn/        |                               |
| O      | o         | /o/         | Ôô, Œœ                        |
| P      | pé        | /pe/        |                               |
| Q      | qu        | /ky/        |                               |
| R      | erre      | /ɛʁ/        |                               |
| S      | esse      | /ɛs/        |                               |
| T      | té        | /te/        |                               |
| U      | u         | /y/         | Ùù, Ûû, Üü                    |
| V      | vé        | /ve/        |                               |
| W      | double vé | /dubləve/   |                               |
| X      | ixe       | /iks/       |                               |
| Y      | i grec    | /iɡʁɛk/     | Ÿÿ                            |
| Z      | zède      | /zɛd/       |                               |

### Litery diakrytyczne
We francuskim używa się 5 różnych znaków diakrytycznych, mianowicie: akcent ostry (fr. accent aigu), akcent przeciągły (fr. accent circonflexe), cedylla (fr. cédille), grawis (fr. accent grave) i diereza (fr. tréma), które razem stwarzają 14 liter diakrytycznych. Najczęściej modyfikują one samogłoski, iż jedynie w przypadku ⟨ç⟩ modyfikowana jest spółgłoska, tymczasem aż 6 samogłosek może być opatrzonych znakami diakrytycznymi, czyli ⟨a,e,i,o,u,y⟩.
- Akcent ostry: Zamienia ⟨e⟩ w /e/.
- Gravis: Zamienia ⟨e⟩ w /ɛ/. Używany wraz z ⟨a,u⟩, rozróżnia homonimy
- Akcent przeciągły: Najczęściej jest odniesieniem językowym do łaciny, wskazującym, że po akcentowanej samogłosce występowała kiedyś jedna lub więcej obecnie nie wymawianych liter. Również zmienia wymowę ⟨a,e,o⟩ na /ɑ, ɛ, o/, i odróżnia homonimy.
- Diereza: Nakazuje samodzielną wymowę samogłoski, zamiast wymowy dwuznaku.
- Cedylla: Zamienia ⟨c⟩ na /s/, w sytuacjach gdzie powinno być wymawiane /k/.

| Diacritique       | A a | E e | I i | O o | U u | Y y | C c |
| Akcent ostry      | –   | É é | –   | –   | –   | –   | –   |
| Grawis            | À à | È è | –   | –   | Ù ù | –   | –   |
| Akcent przeciągły | Â â | Ê ê | Î î | Ô ô | Û û | –   | –   |
| Diereza           | –   | Ë ë | Ï ï | –   | Ü ü | Ÿ ÿ | –   |
| Cedylla           | –   | –   | –   | –   | –   | –   | Çç  |

### Ligatury
We francuskim istnieją dwie ligatury: 
- e w a (fr. e dans l'a) Ææ (np. tænia, æquo)
- e w o (fr. e dans l'o) Œœ (np. œil, fœtus, bœuf)

⟨Æ⟩ jest dosyć rzadkie, występuje w miejsce łacińskiego dwuznaku ⟨ae⟩, i greckiego ⟨ai⟩, reprezentuje /e/.⟨Œ⟩ to obowiązkowe skrócenie ⟨oe⟩ w niektórych słowach. Większość z nich to rodzime słowa francuskie z wymową /œ/ lub /ø/ , np. cœur („serce”) /kœʁ/, nœud („węzeł”) /nø/, sœur („siostra”) /sœʁ/, œuf („jajko”) /œf/, vœu („ślub”) /vø/. Najczęściej pojawia się jako ⟨œu⟩. W wyrazach pochodzenia greckiego, dawniej bywał wymawiany jako /e/ lecz współcześnie wymowa ta zanika na rzecz /œ,ø/.